# Монтьё
Монтьё (фр. Monthieux) — коммуна во Франции, находится в регионе Рона — Альпы. Департамент — Эн. Входит в состав кантона Виллар-ле-Домб. Округ коммуны — Бурк-ан-Брес.
Код INSEE коммуны — 01261.

## География
Коммуна расположена приблизительно в 380 км к юго-востоку от Парижа, в 24 км севернее Лиона, в 36 км к юго-западу от Бурк-ан-Бреса.

## Население
Население коммуны на 2010 год составляло 599 человек.
| 1962 | 1968 | 1975 | 1982 | 1990 | 1999 | 2010 |
| ---- | ---- | ---- | ---- | ---- | ---- | ---- |
| 192  | 194  | 217  | 247  | 344  | 579  | 599  |

## Экономика
В 2010 года среди 408 человек трудоспособного возраста (15—64 лет) 328 были экономически активными, 80 — неактивными (показатель активности — 80,4 %, в 1999 году было 77,8 %). Из 328 активных жителей работали 311 человек (164 мужчины и 147 женщин), безработных было 17 (5 мужчин и 12 женщин). Среди 80 неактивных 46 человек были учениками или студентами, 15 — пенсионерами, 19 были неактивными по другим причинам.

## Достопримечательности
- Церковь Св. Петра[фр.] (XII век). Исторический памятник с 1979 года.[3]

## Фотогалерея

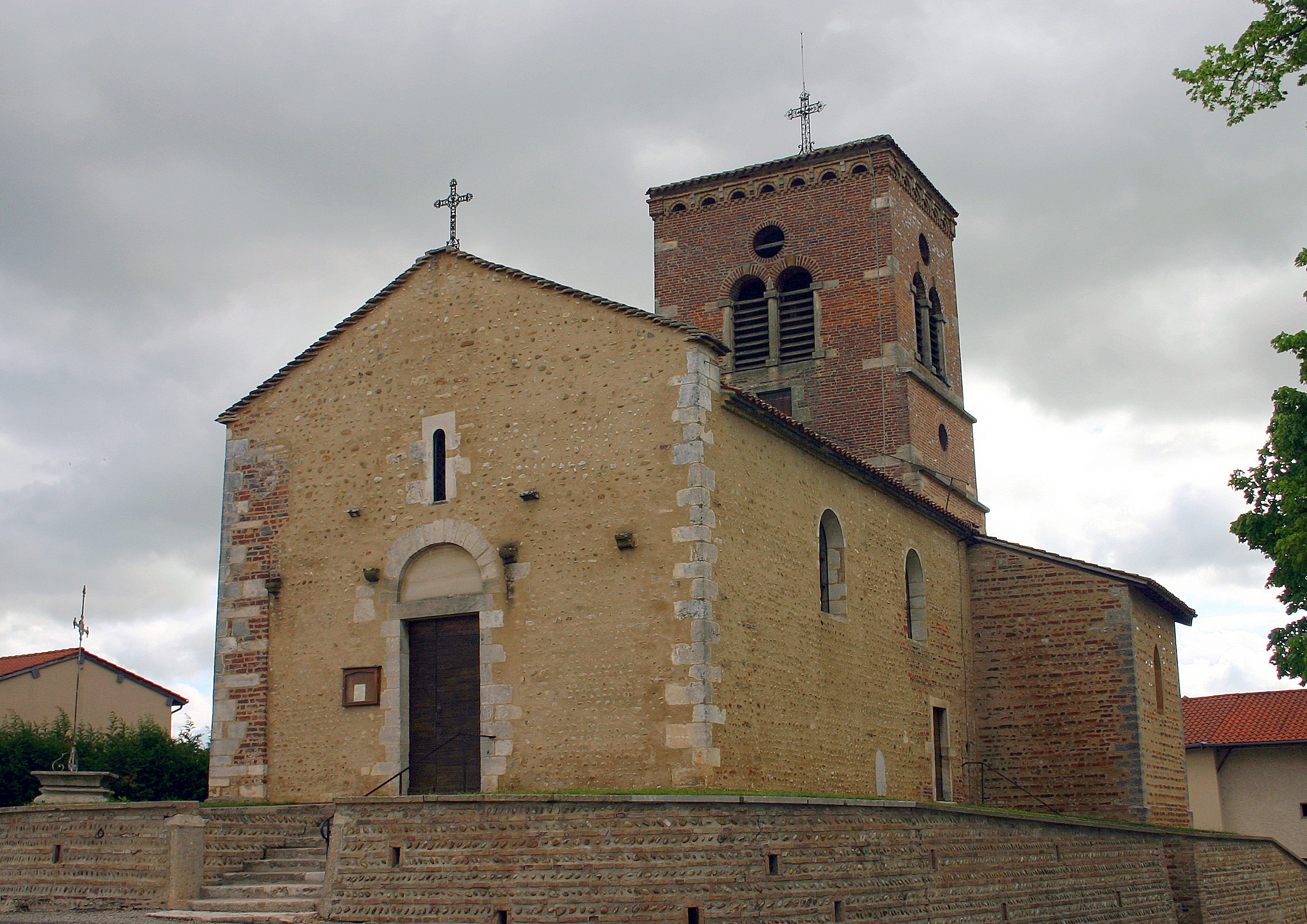
Церковь Св. Петра
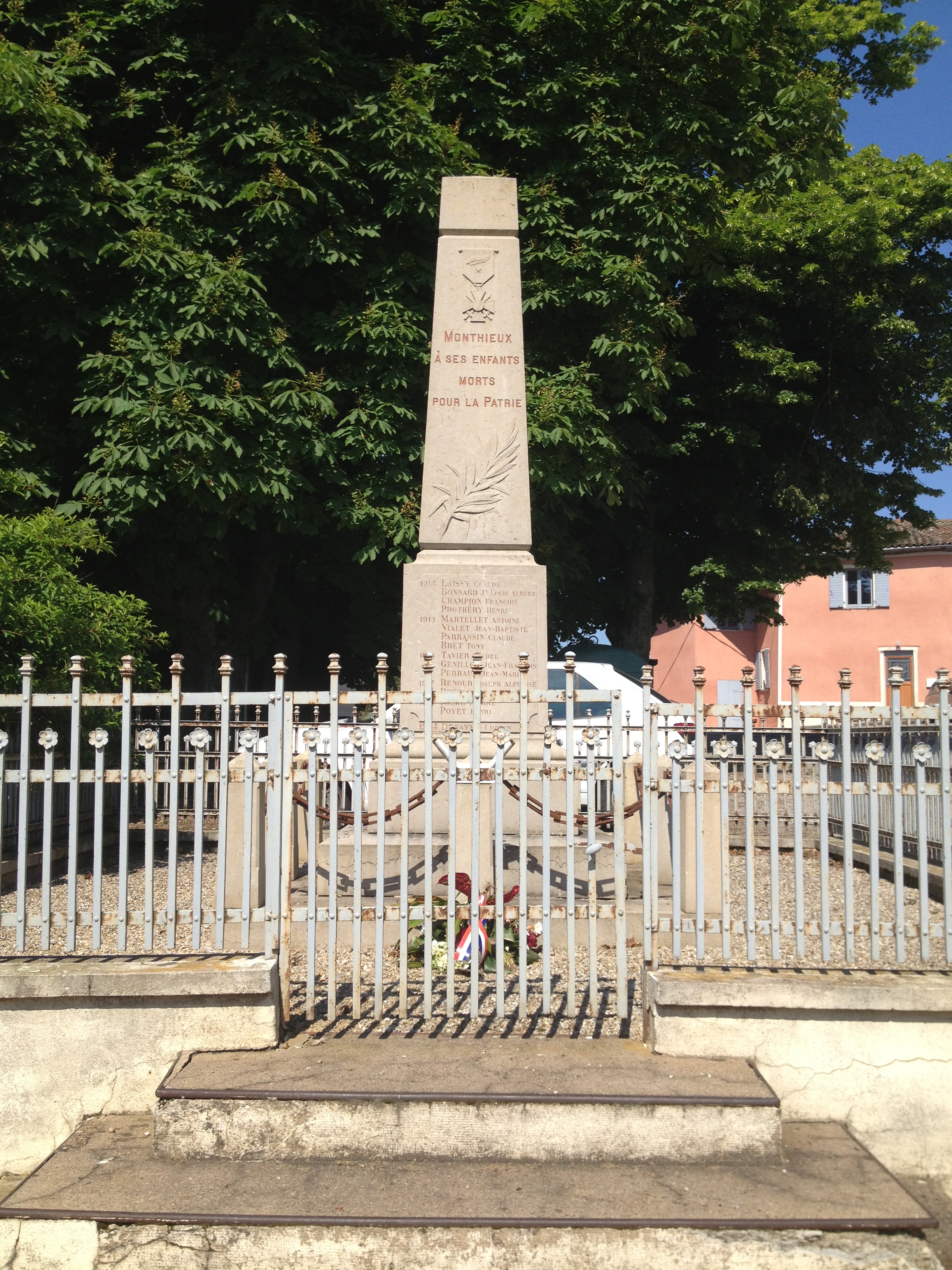
Военный мемориал
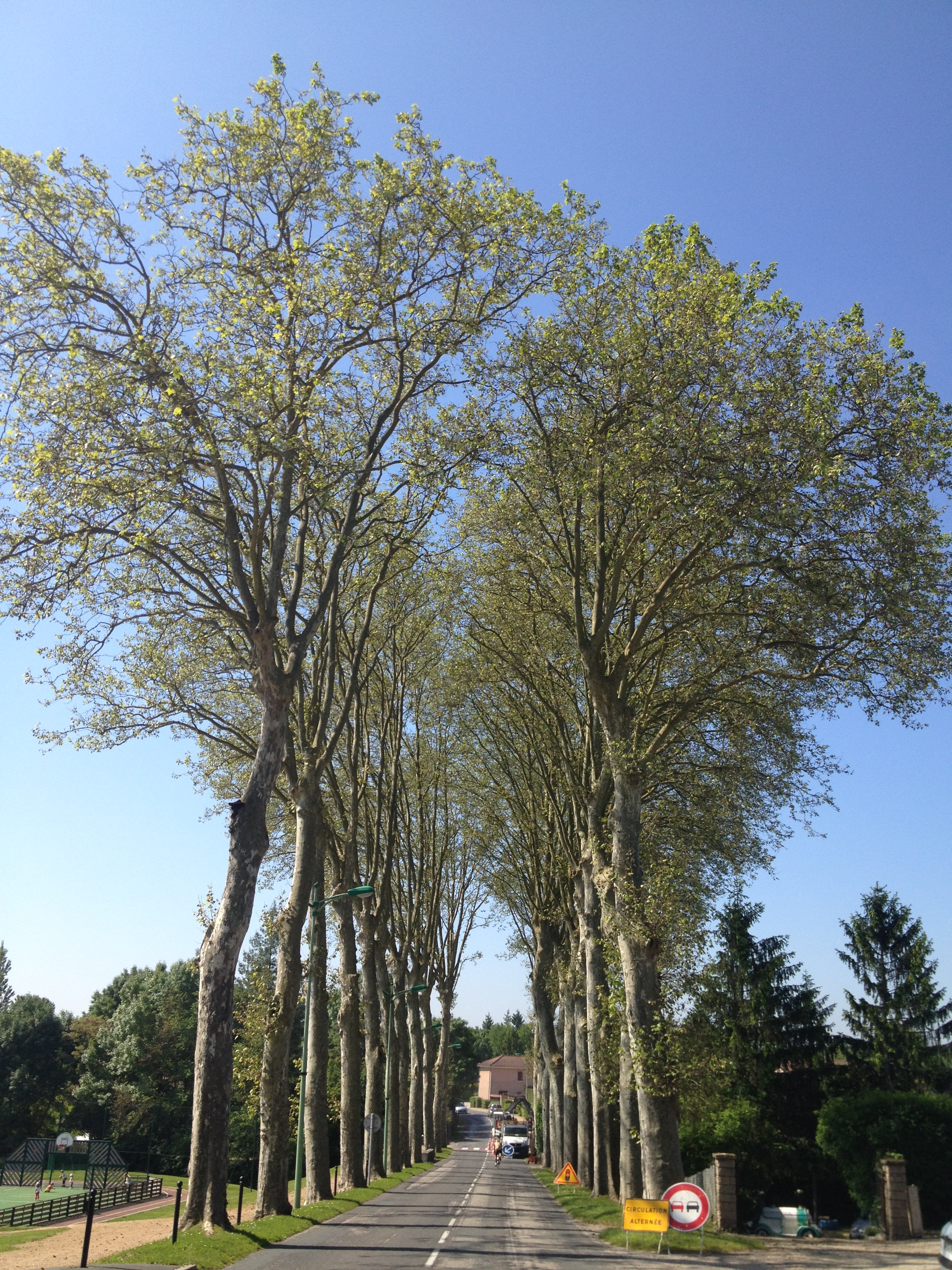
Дорога в Монтьё
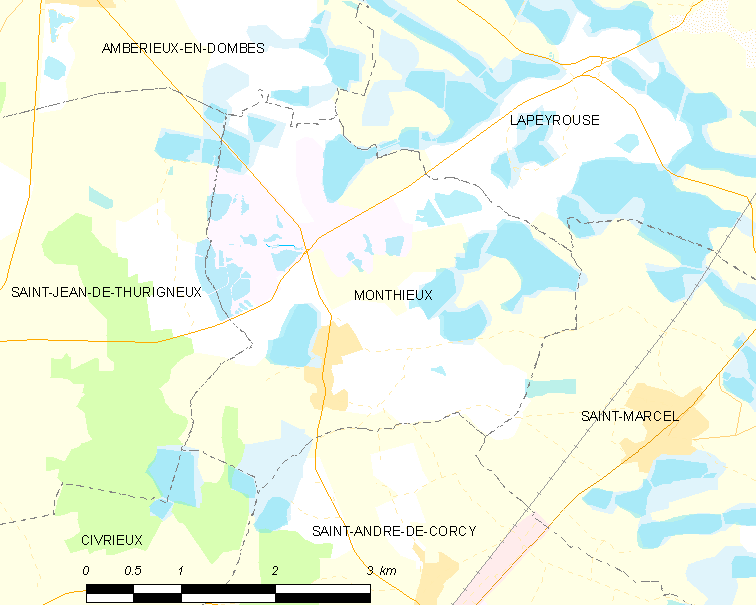
Карта коммуны